# Ergotamina
La ergotamina es un compuesto heterocíclico que forma parte de la familia de los alcaloides presentes en el cornezuelo del centeno, un hongo superior que prolifera en las gramíneas silvestres. Fue sintetizada por primera vez por Arthur Stoll durante sus trabajos en los laboratorios Sandoz en 1918.

## Descripción química
Es una sustancia natural con actividad biológica que se identifica según la nomenclatura química CAS con el código 113-15-5 y cuya fórmula IUPAC es (6aR,7R)-7-metil-4,6,6a,7,9- hexahidroindelo [4,3-fg] quinelin-9-ácido metanoico ((2R,5S,10bS)-5-bencileno-10b-hidroxi-2-metil-3,6-dioxoctahidrooxazolo [3,2] pirrolo [2,1] piracin-2-il) amina.
Su masa molecular es de 581.66 g/mol.
Su estructura molecular, estructural y bioquímicamente muy afín a la de la ergolina, es similar a la de algunos neurotransmisores cerebrales por lo que tiene efectos a nivel del sistema nervioso central del ser humano; su actividad biológica principal es como vasoconstrictor, aunque a dosis suficientemente altas presenta actividad alucinógena y a mayor dosis resulta letal. La ergotamina y algunos de sus derivados semisintéticos (especialmente la dihidroergotamina) son especialmente activos como vasoconstrictores de las arterias, por lo que se emplean para el tratamiento de la hipotensión arterial así como en la prevención de crisis de migraña o para disminuir el riesgo de hemorragia tras el parto. Algunos de sus derivados más conocidos son el LSD o dietilamida del ácido lisérgico, con menor capacidad vasoconstrictora pero mucha mayor actividad psicodélica, y la bromocriptina, empleada en medicina como agonista dopaminérgico en el tratamiento de algunas enfermedades hipofisarias.

## Derivados de la ergotamina
| Nombre        | R2 | R2'      | R5'         |
| ------------- | -- | -------- | ----------- |
| Ergotamina    |    | CH3      | bencil      |
| Ergocristina  |    | CH(CH3)2 | bencil      |
| Ergocornina   |    | CH(CH3)2 | CH(CH3)2    |
| Ergocriptina  |    | CH(CH3)2 | CH2CH(CH3)2 |
| Bromocriptina | Br | CH(CH3)2 | CH2CH(CH3)2 |
| Ergovalina    |    | CH3      | CH(CH3)2    |

## Mecanismo de acción
El mecanismo de acción de la ergotamina es complejo. La molécula comparte similitud con neurotransmisores como la serotonina, la dopamina, y la adrenalina; de este modo se puede ligar a varios receptores actuando como agonista y antagonista en diferentes circuitos neuronales. 
Los efectos contra la migraña se deben a la vasoconstricción de las arterias que rodean el cerebro mediante la unión al receptor 5-HT1B presente en ellas, y por inhibición de la capacidad de transmisión nerviosa del V par (o nervio trigémino) encargado de transmitir las señales dolorosas procedentes de la cavidad craneal, gracias a los receptores 5-HT1D. La ergotamina también posee efectos sobre los receptores de la dopamina y la noradrenalina. Su acción sobre el receptor D2 de dopamina y el receptor 5-HT1A pueden provocar efectos indeseables. La ergotamina actúa bloqueando los receptores alfa 1.

## Indicaciones y contraindicaciones
La indicación médica principal es en crisis de migraña resistentes a los analgésicos habituales. Se reserva para los casos más graves y es más eficaz (su dosis efectiva es menor) cuanto más precoz sea su administración. Su uso en migrañas con aura es discutido y en general se suele desaconsejar.
Su potencial vasoconstrictor desaconseja su uso en pacientes con algún factor de riesgo cardiovascular: la vasoconstricción de las arterias coronarias puede desencadenar un evento cardiovascular agudo (angina, infarto).
Puede provocar algunos efectos secundarios indeseables, como náuseas, vómitos, dolor abdominal, parestesias, calambres, etc. Su uso continuado puede provocar un síndrome de dependencia física.
Su uso está desaconsejado por el ANMAT (Administración Nacional de Medicamentos, Alimentos y Tecnología Médica) de Argentina en pacientes en tratamientos contra el VIH debido a una potencial reacción con el principio activo "ritonavir", pudiendo provocar una reacción adversa grave denominada "ergotismo" 